# Andrés López Yebra
Andrés López Yebra (Melilla, 1 de marzo de 1912-Málaga, 1999) fue un escultor y decorador español.

## Biografía
Nacido en Melilla, a los once años, ingresó en la Escuela de Artes y Oficios de su ciudad natal, donde se inicia en el modelaje y el dibujo lineal y artístico. Tras la Guerra civil, viaja a Madrid, donde se incorpora al Ministerio del Ejército y realiza trabajos de escultura y decoración.
Años más tarde vivió en Casablanca, en Orán, en Saint-Germain de la Mer, en París y en Valencia. A finales de los años cincuenta, fija de nuevo su residencia en Madrid, donde vivió más de diez años, aunque su trabajo en distintos decorados de cine en los Estudios Roma le lleva a recorrer numerosos lugares. A finales de los años sesenta se establece de manera definitiva en Fuengirola y allí desarrolla la mayor parte de su obra (escultura pública y urbana) y entabla amistad con el famoso jugador de futbol Juan Gómez González (conocido como "Juanito"), a quien le realizó un busto que forma parte del patrimonio artístico y urbano de dicha ciudad malagueña.
Fue autor de esculturas como la de El jabegote, un busto a Salvador González Anaya o un busto en honor a Enrique Tierno Galván, ubicado en la entrada de la Escuela de Enseñanzas Artísticas de la Ciudad Autónoma de Melilla, que lleva el nombre del político madrileño. Murió en 1999 en Málaga.

## Obra

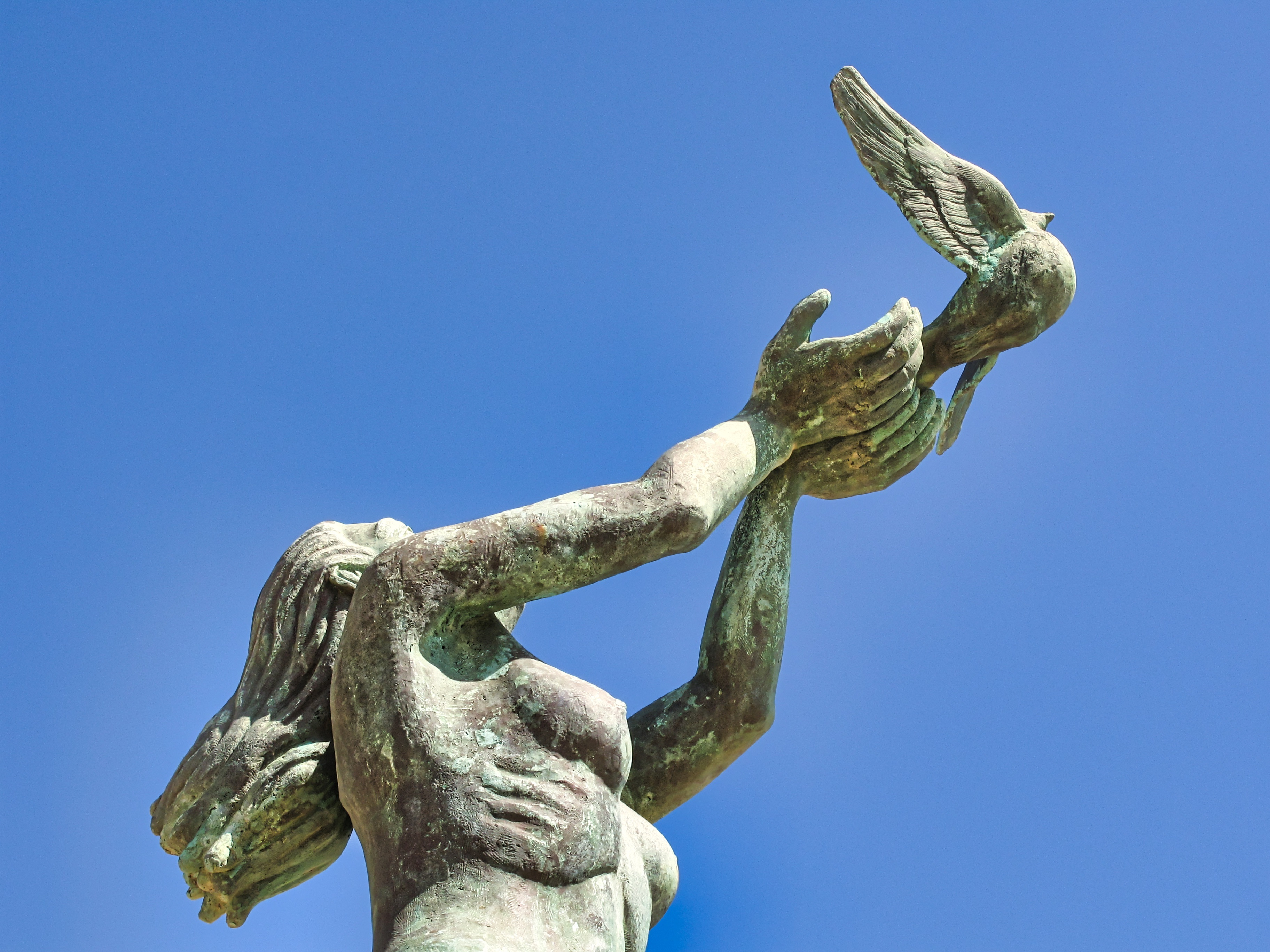
Monumento al Turista (Fuengirola)

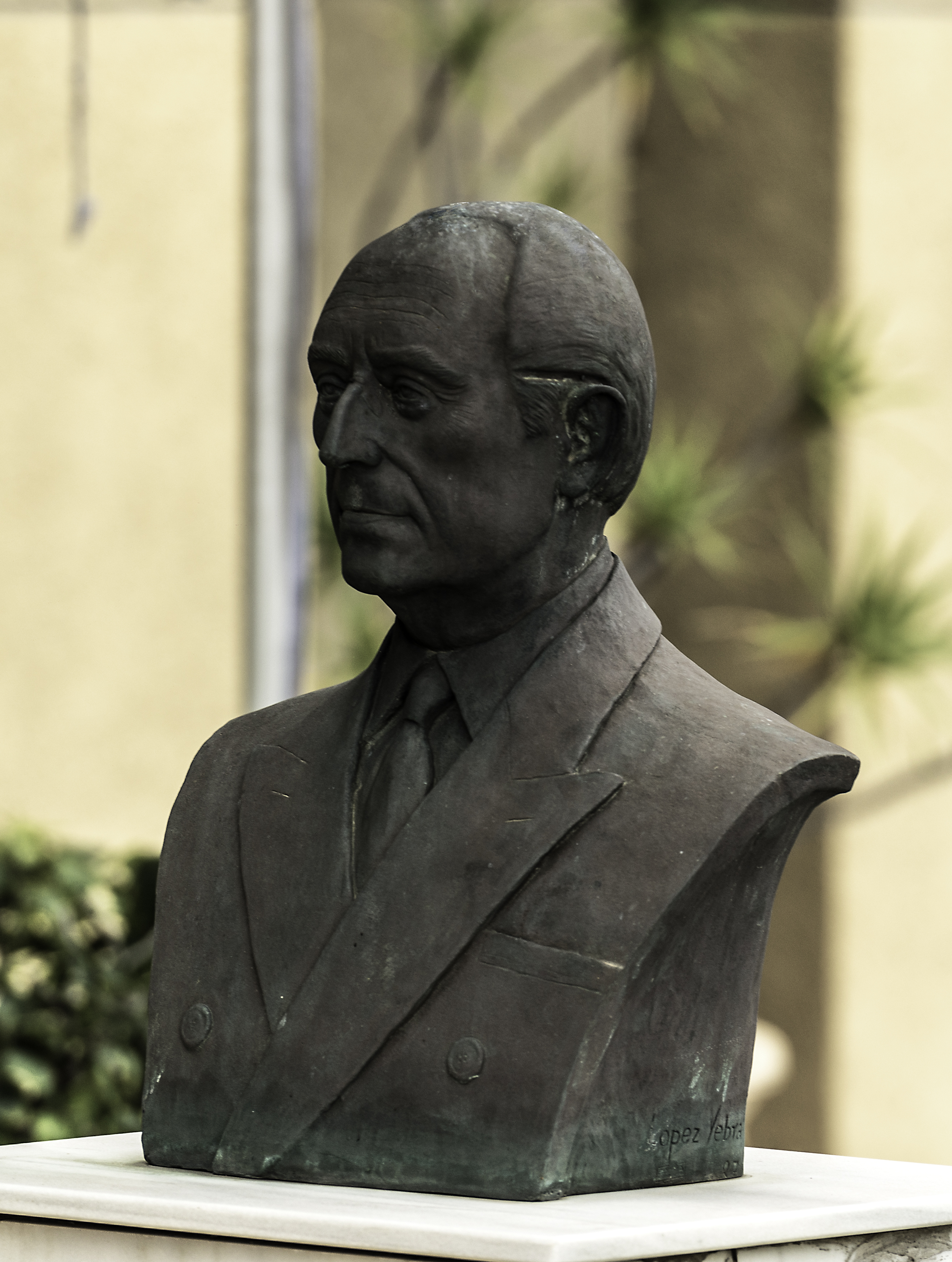
Monumento a Enrique Tierno Galván (Melilla, 1987)

- 1969 - Monumento al Pescador. El jabegote
- El monumento al turista
- 1973 - Fuente de los Peces
- Busto a Salvador González Anaya
- Homenaje a Braille
- 1986 - Homenaje al Doctor García Verdugo
- Homenaje a Juan Gómez (Juanito)
- 1987 - Juan Carlos I
- 1987 – Monumento a Enrique Tierno Galván[3]